# Japan Golf Tour
Japan Golf Tour är en golftour som anordnas av Japan Golf Tour Organization (JGTO) och spelas på olika golfbanor i Japan. Touren startade 1973 och har de högsta prissummorna i världen efter PGA-touren och Europa-touren. Tävlingar på touren ger världsrankningspoäng och vinster kan ge spelaren en startplats i majors. De flesta spelarna på touren är japaner, men även representanter från andra länder förekommer.
Den mest dominerande spelare på den japanska golftouren har varit Masashi Ozaki som tog 94 vinster, och vann penningligan 12 gånger mellan 1973 och 1998.

## Spelschema 2017
2017 års tävlingssäsong på den japanska golftouren spelas från 19 januari till och med den 3 december. Säsongen består av 26 golftävlingar, varav en golftävling spelas i Singapore och en golftävling i Myanmar, i samarbete med den asiatiska touren.
| Datum        | Tävling                                                       | Spelplats         | OWGR pts | Not                          |
| ------------ | ------------------------------------------------------------- | ----------------- | -------- | ---------------------------- |
| 22 januari   | SMBC Singapore Open                                           | Singapore         | 26       | I samarbete med Asien-touren |
| 29 januari   | Leopalace21 Myanmar Open                                      | Myanmar           | 19       | I samarbete med Asien-touren |
| 16 april     | Token Homemate Cup                                            | Mie               | 16       |                              |
| 23 april     | Panasonic Open                                                | Chiba             | 15       | I samarbete med Asien-touren |
| 30 april     | The Crowns                                                    | Aichi             | 16       |                              |
| 14 maj       | Japan PGA Championship Nissin Cupnoodles Cup                  | Okinawa           | 16       |                              |
| 21 maj       | Kansai Open Golf Championship                                 | Kyoto             | 16       |                              |
| 28 maj       | Gateway to the Open Mizuno Open                               | Okayama           | 16       |                              |
| 4 juni       | Japan Golf Tour Championship Mori Building Cup Shishido Hills | Ibaraki prefektur | 16       |                              |
| 9 juli       | Shigeo Nagashima Invitational Sega Sammy Cup                  | Hokkaido          | 16       |                              |
| 30 juli      | Dunlop Srixon Fukushima Open                                  | Fukushima         | 16       |                              |
| 27 augusti   | RIZAP KBC Augusta                                             | Fukuoka           | 16       |                              |
| 3 september  | Fujisankei Classic                                            | Yamanashi         | 16       |                              |
| 10 september | ISPS Handa Match Play                                         | Chiba             | 16       |                              |
| 17 september | ANA Open                                                      | Hokkaido          | 16       |                              |
| 24 september | Asia-Pacific Diamond Cup Golf                                 | Chiba             |          | I samarbete med Asien-touren |
| 1 oktober    | Top Cup Tokai Classic                                         | Aichi             |          |                              |
| 8 oktober    | Honma TourWorld Cup                                           | Aichi             |          |                              |
| 15 oktober   | Japan Open Golf Championship                                  | Gifu              | 32       |                              |
| 22 oktober   | Bridgestone Open                                              | Chiba             |          |                              |
| 29 oktober   | Mynavi ABC Championship                                       | Hyōgo             |          |                              |
| 5 november   | Heiwa PGM Championship                                        | Okinawa           |          |                              |
| 12 november  | Mitsui Sumitomo Visa Taiheiyo Masters                         | Shizuoka          |          |                              |
| 19 november  | Dunlop Phoenix                                                | Miyazaki          |          |                              |
| 26 november  | Casio World Open                                              | Kōchi             |          |                              |
| 3 december   | Golf Nippon Series JT Cup                                     | Tokyo             |          |                              |

### Flerfaldiga vinnare
Följande spelare har vunnit penningligan fler än en gång (räknat till och med 2016 års tour).
| Titlar | Spelare                    | Nationalitet |
| ------ | -------------------------- | ------------ |
| 12     | Masashi Ozaki              | Japan        |
| 5      | Isao Aoki                  | Japan        |
| 5      | Shingo Katayama            | Japan        |
| 4      | Tsuneyuki "Tommy" Nakajima | Japan        |
| 2      | Toshimitsu Izawa           | Japan        |
| 2      | Naomichi "Joe" Ozaki       | Japan        |
| 2      | Toru Taniguchi             | Japan        |
| 2      | Kim Kyung-tae              | Sydkorea     |